# وفاة جيفري إبستاين
في العاشر من شهر أغسطس عام 2019، عُثر على رجل المال ومرتكب الجرائم الجنسية جيفري إبستاين فاقدًا للوعي والاستجابة في زنزانته ضمن مركز ميتروبوليتان الإصلاحي في نيويورك، حينما كان إبستاين بانتظار محاكمته بتهمة الاتجار بالجنس.  بعدما أجرى له حراس السجن إنعاشًا قلبيًا رئويًا، نُقل إثر سكتة قلبية إلى مستشفى مانهاتن السفلى، حيث أُعلن عن وفاته في الساعة السادسة و39 دقيقة صباحًا. أرجع رئيس الطب الشرعي في نيويورك سبب الوفاة إلى انتحار إبستاين شنقًا. احتج محامو إبستاين على ذلك الاستنتاج وفتحوا تحقيقًا خاصًا، واستعانوا بالطبيب ميخائيل بيدن الأخصائي في علم الأمراض (الباثولوجيا).
بعدما عبّر النائب العام (وليام بار) عن شكوكه في بداية الأمر، وصف وفاة إبستاين لاحقًا بـ «عاصفة مثالية من الإخفاقات». أجرى كل من مكتب التحقيقات الفيدرالي وإدارة التفتيش العامة تحقيقاتٍ حول ظروف وفاة إبستاين. اتُهم الحراس المناوبين لاحقًا بعدة تهم تتعلق بالتآمر وتزوير السجلات. اتهمت عدة شخصيات عامة المكتب الفيدرالي للسجون بالإهمال، ودعا عدد من المحامين إلى إجراء إصلاحات في نظام السجن الفيدرالي. ردًا على ذلك، أقال بار مدير المكتب.
جراء وفاة إبستاين، سقطت كُل التهم الموجهة ضده، وتغيّر تركيز التحقيقات الجارية بخصوص الاتجار بالجنس لينصب على شركائه المزعومين، أشهرهم السيدة المدعوة غيسليت ماكسويل، والتي اعتُقلت وأُدينت في يوليو 2020.
أثار موت إبستاين بروز افتراضات ونظريات مؤامرة حول احتمال تعرضه للقتل العمد. ادعت نظريات أخرى، لا تستند على دلائل، أن موته غير حقيقي ومزوّر. في نوفمبر عام 2019، أنتجت طبيعة وفاة إبستاين غير المحتومة ميم meme مع عبارة «إبستاين لم ينتحر». وفقًا لاستفتاءات الرأي العام، يعتقد غالبية الأمريكيين أن إبستاين قُتل عمدًا.

## الاعتقال والسجن

### إلقاء القبض عليه وإدانته
في السادس من يوليو عام 2019، اعتُقل إبستاين في نيويورك بناءً على عدة تهم، من بينها الاتجار بالجنس، وزُج به في مركز ميتروبوليتان الإصلاحي في مانهاتن السفلى. أنكر إبستاين التهم الموجهة ضده. واجه سابقًا تُهمًا مماثلة في فلوريدا عام 2008، لكنه تهرّب من التهم الفيدرالية عبر اتفاق تفواضي لتخفيف العقوبة. وفق أحكام الاتفاق، أقرّ إبستاين بتهمتين جنائيتين في الولايتين، ودفع تعويضًا عن الأضرار لصالح 36 ضحية حددها مكتب التحقيقات الفيدرالي، وسُجل اسمه تحت قائمة مرتكبي الجرائم الجنسية في كل من ولايتي فلوريدا ونيويورك.
في 18 يوليو 2019، حُرم إبستاين من دفع كفالة بعدما عرض 600 ألف دولار أمريكي كي يتمكن من الخروج والعودة إلى منزله في نيويورك مرتديًا سوار التعقب في الكاحل. أُخذ بعين الاعتبار احتمال أن يحاول إبستاين الفرار جوًا، وذلك جراء قيامه بـ20 رحلة جوية دولية خلال الأشهر الـ18 السابقة. استأنف إبستاين قرار حرمانه من دفع الكفالة ورفعه إلى الدورة الثانية لمحكمة الاستئناف، وعندما توفي إبستاين، كان طلب الاستئناف معلقًا.

### الواقعة الأولى والأسابيع الأخيرة
في الساعة 1:27 صباح يوم 23 من شهر يوليو 2019، عُثر على إبستاين نصف غائبٍ عن الوعي في زنزانته، وبدت على رقبته آثار جروح. أخبر إبستاين محاميه أن زميله في الزنزانة اعتدى عليه. استُجوب زميله نيكولاس تارتاليوني، وهو متهم بارتكاب عدة جرائم ومشتبه به في قضية مؤامرة مخدرات، على يد مسؤولي السجن، لكنه أنكر إيذاء إيبستاين. ادعى تارتاليوني أنه أنقذ إبستاين وليس العكس. برأ تحقيق داخلي في السجن السيد تارتاليوني من علاقته بالحادثة. بعد وفاة إبستاين، تعرّض تارتاليوني لتهديدات موثقة من طرف حراس السجن وطُلب منه «التوقف عن الكلام» بعدما تحدث الأول لوسائل الإعلام عن وفاة إبستاين وظروف السجن. ادعى مصدر مجهول الاسم أن إبستاين زيّف حادثة موته كي يُنقل من السجن. في شهر يوليو عام 2019، وعقب وفاة إبستاين، أقرّ سبينسر كوفن، وهو محامٍ ناب عن ضحايا إبستاين الثلاثة، باعتقاده أن إبستاين تعرّض لهجوم بهدف إنهاء حياته، وهناك احتمال مرتفع أن إبستاين قُتل في السجن.
جراء تلك الحادثة، وُضع إبستاين ضمن آلية رقابة الانتحار. نُقل إبستاين إلى زنزانة خاضعة للإشراف، محاطة بالنوافذ ودائمة الإنارة، ولم يُسمح بإدخال أي أدوات أو أجهزة بالإمكان استخدامها لقتل النفس. بعد 6 أيام، أخلى الطاقم النفسي إبستاين من رقابة الانتحار بعد الفحص الطبي. نقلت المصادر أن إبستاين أُخلي من رقابة الانتحار بعدما ادعى أن تارتاليوني «عنّفه». عاد إبستاين بعدها إلى وحدة إسكان خاصة منفصلة عن باقي السجن، حيث كان من المفترض أن يحظى برفيقٍ في الزنزانة، وأن يتم التحقق من حالته والاطمئنان عليه كلّ 30 دقيقة.
وُثّق إيداع إبستاين مبالغ مالية بشكل متكرر في حسابات السجناء الآخرين كي يتقرّب منهم أو يشتري حمايتهم. عُثر على ملحوظة ورقية ضمن زنزانة إبستاين بعد مماته. اشتكى فيها من حشرات بقّ كبيرة تزحف على جسده، ومن الحارسة توفا نويل التي كانت تقدم له طعامًا محروقًا، ومن حارسٍ آخر كان يقيّده عاريًا في حمام الزنزانة، بشكل متعمد، لمدة ساعة. في 8 أغسطس، وقّع إبستاين وصيته الأخيرة، والتي شهد عليها محاميان يعرفان إبستاين. طلب إبستاين تنفيذ وصيته على يد موظفيَن قديمين لديه، ومنح كل ممتلكاته، وجميع الممتلكات المتبقية في عقاره، إلى ائتمان بنكي.

## وفاته
عندما وُضع إبستاين في وحدة الإسكان الخاصة، أعلمت إدارة السجن وزارةَ العدل أنها ستضع سجينًا آخرًا في زنزانة إبستاين، وستعيّن حارسًا كي يتفقد الزنزانة كلّ 30 دقيقة. لم تُتبع تلك الإجراءات في ليلة وفاة إبستاين. في التاسع من أغسطس، نُقل رفيق إبستاين ولم يُجلب سجين ليحلّ محله. في ليلة وفاته، التقى إبستاين بمحامييه، واللذين وصفاه بـ «المتفائل»، قبل أن ينُقل إلى وحدة الإسكان الخاصة في الساعة 7:49 مساءً برفقة الحارسة توفا نويل. تظهر صور أنظمة المراقبة بالفيديو أن الحارسين فشلا في أداء وظيفتهما المطلوبة في تمام الساعة العاشرة مساءً، وظهرت الحارسة نويل في الفيديو وهي تسير لمدة قصيرة أمام زنزانة إبستاين في الساعة العاشرة والنصف مساءً، وتلك آخر مرة دخل الحراس فيها الصفّ الذي توجد ضمنه زنزانة إبستاين. لم تجرِ عملية تفقد زنزانة إبستاين كل نصف ساعة طوال فترة الليل المتبقية، في خرقٍ لإجراءات السجن التقليدية، بينما نام الحارسان المسؤولان عن تفقد زنزانة إبستاين خلال فترة الليل، وهما توفا نويل ومايكل توماس، وظلا نائمين لنحو 3 ساعات، وزيّفا لاحقًا السجلات المرتبطة بالحادثة. توقفت كاميرتان في تلك الليلة عن العمل، وُضعتا سابقًا أمام زنزانة إبستاين، بينما كانت صور إحدى الكاميرات الأخرى «غير قابلة للاستعمال».

### اكتشاف الجثة
عندما كان الحراس يوزعون طعام الفطور بعد الساعة السادسة والنصف صباحًا بقليل، وذلك في صباح العاشر من أغسطس، عُثر على إبستاين فاقدًا الوعي في زنزانته جراء إصابته بسكتة قلبية. عُثر على إبستاين وهو في وضعية ركوع وبجانبه شريط من ملاءات السرير ملفوف حول عنقه. رُبطت الملاءة بأعلى السرير. يُعتقد أن إبستاين توفي قبل ساعتين من اكتشاف جثته. أجرى الحراس إنعاشًا قلبيًا رئويًا لإبستاين، وسمعهم بعض السجناء يقولون «تنفس يا إبستاين، تنفس». في الساعة 6:33 صباحًا، دقّ الحراس الجرس كي يعلنوا المشرفين، والذين قالت لهم الحارسة نويل: «إبستاين شنق نفسه».